# Fors socken, Södermanland
Fors socken i Södermanland ingick i Västerrekarne härad, uppgick 1907 i Eskilstuna stad, och området är sedan 1971 en del av Eskilstuna kommun, från 2016 inom Eskilstuna Fors distrikt.
Socknens areal var 32,97 kvadratkilometer land.  År 1895 fanns här 5 141 invånare. Godset Lagersberg låg i socknen. Församlingskyrkan Fors kyrka låg efter 1659 i staden och inte i socknen.

## Administrativ historik
Fors socken har medeltida ursprung. Ur socknen bröts 1659 ut Karl Gustavs stad (senare Eskilstuna).
Vid kommunreformen 1862 övergick socknens ansvar för de kyrkliga frågorna till Fors församling och för de borgerliga frågorna till Fors landskommun. 1907 inkorporerades landskommunen i Eskilstuna stad jämte det 1889 inrättade municipalsamhället Nyfors och där staden 1971 ombildades till Eskilstuna kommun. Församlingen uppgick 1931 i Eskilstuna Fors församling som sedan 2010 uppgått i Eskilstuna församling.
1 januari 2016 inrättades distriktet Eskilstuna Fors, med samma omfattning som Eskilstuna Fors församling hade 1999/2000, och vari detta sockenområde ingår.
Socknen har tillhört län, fögderier, tingslag och domsagor enligt vad som beskrivs i artikeln Västerrekarne härad.  De indelta soldaterna tillhörde Södermanlands regemente.

## Geografi

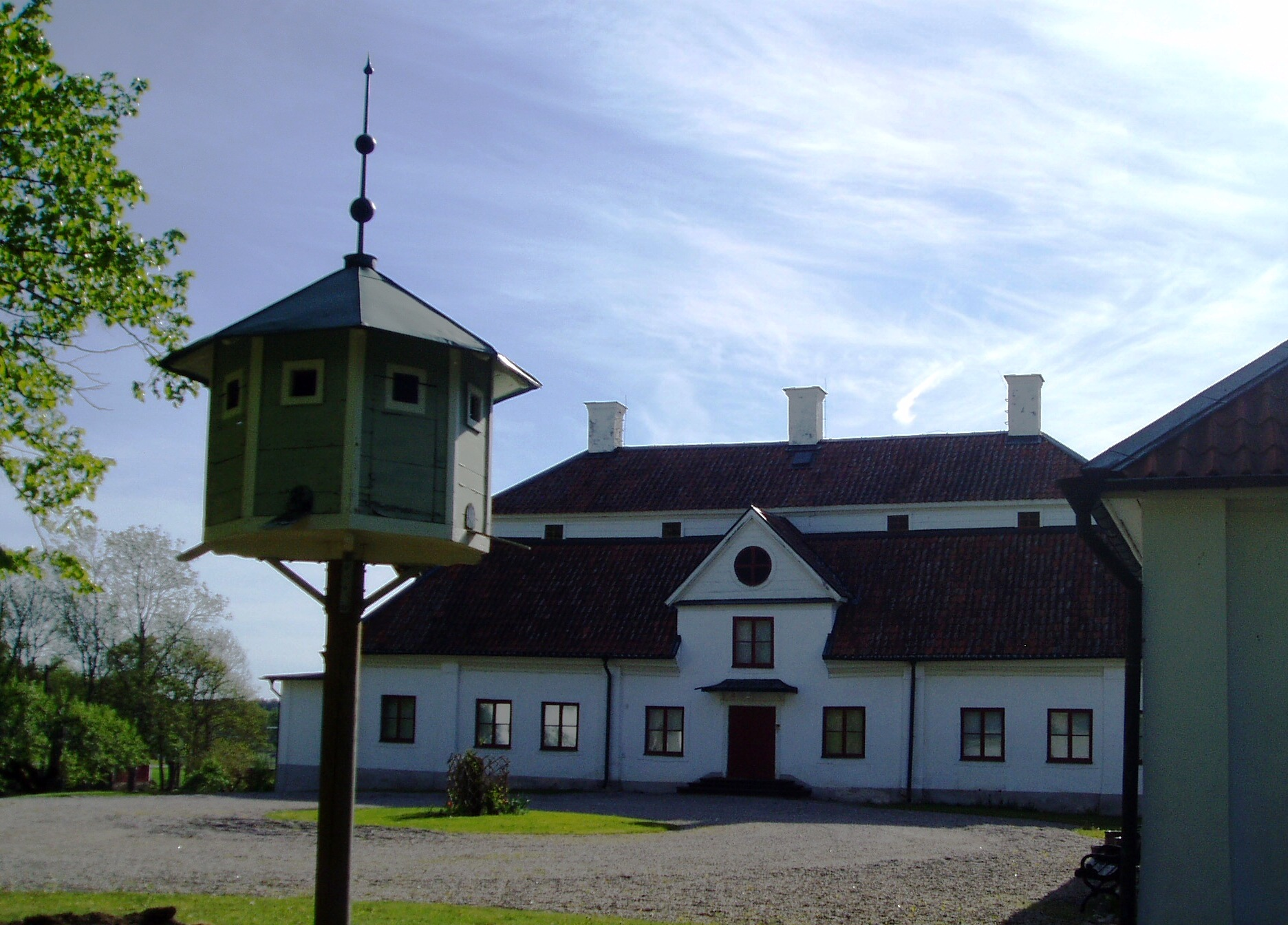
Godset Lagersberg.

Fors socken låg närmast sydväst om Eskilstuna med Strömsholmsåsen löpande genom socken. Socknen har odlingsbygd med skog i väster och söder.

## Fornlämningar
Gravrösen med stensättningar och skärvstenshögar från bronsåldern är funna.  Från järnåldern finns cirka 40 gravfält. Fem fornborgar och två runristningar är kända.

## Namnet
Namnet (1257 Fors) syftar på en fors i Eskilstunaån.